# الكيف (فلم)
الكيف فيلم مصري من إنتاج سنة 1985. يناقش قضية المخدرات وتأثيرها على المجتمع، من كتابة محمود أبو زيد، وإخراج علي عبد الخالق، ومن بطولة يحيى الفخراني، محمود عبد العزيز، نورا.

## قصة الفيلم
شقيقان من أسرة محافظة لأب تربوي. نجح الشقيق الأكبر (صلاح أبو العزم - يحيى الفخراني) في حياته العلمية والعملية حيث تخرج في كلية العلوم قسم الكيمياء وعمل بإحدى الشركات الحكومية بعد حصوله على درجة الدكتوراه. يعيش حياة هادئة مع زوجته (رجاء- نورا) وابنه الوحيد (كوكي - كريم أبو زيد) برغم ظروف المعيشة القاسية وراتبه الحكومي الذي يقضي احتياجاته الشهرية بصعوبة بالغة لكنه قانع بما قسمه الله له.. أما الشقيق الآخر (جمال أبو العزم - محمود عبد العزيز) فشل في حياته العلمية بعد أن تم فصله من كلية الحقوق فلم يجد غير طريق الضياع مع الموسيقيين والأفراح الشعبية وتجار المخدرات وأصبح مدمنا للحشيش الذي لا يفارقه أينما ذهب.. حزن الأخ الأكبر على حال شقيه الأصغر بعدما وجده عبدا للكيف.. فصنع له توليفة من الحنة ومواد العطارة والزيوت العطرية والروائح الكيماوية تشبه الحشيش تماما في اللون والملمس والخامة والرائحة لكنها تخلو تماما من المخدرات وأعطاها لشقيقه فخدع فيها وتناولها هو وأصحابه على أنها قطعة حشيش أصلية.. وبعدها بيوم فاجأه شقيقه الأكبر بأن ما شربه بالأمس ليس بالحشيش وإنما توليفة عطارة خالية تماما من المخدرات وحاول إقناعه أن الكيف ما هو إلا وهم يحققه ضباب الدخان وضجيج المجلس.. فحاول جمال استغلال عبقرية أخيه وأقنعه أنه سيحاول الامتناع عن المخدرات الحقيقية بشرط أن يصنع له قطعة كبيرة يفرقها على أصحابه ويشرب منها ليبتعد تدريجيا عن المخدرات الحقيقة.. وافق الأخ الأكبر وصنع له قطعة كبيرة لهذا الغرض البرئ.. لكن جمال استغل أحد تجار المخدرات (عبده الكرف - محيي الدين عبد المحسن) ليبيع له هذه القطعة لأحد التجار على أنها مخدرات حقيقية ووعده أن هناك كمية أكبر سيتعاملون بها مستقبلا.. وبالفعل وصلت القطعة لأكبر تجار المخدرات (سليم البهظ - جميل راتب) عرف من النظرة الأولى أنها ليست مخدرات ولكنه أعجب بعبقرية صانعها خاصة إنه لن يجد صعوبة في تحويلها لمخدرات بطحن كمية من حبوب الهلوسة وخلطها مع الخلطة البريئة لصلاح أبو العزم.. وبعدها أقنع جمال شقيه صلاح بصعوبة ببيع هذه الخلطة لتجار المخدرات لأنها غير ضارة بصحة من يتعاطاها من البشر وبالتالي فهي خدمة قومية جليلة تحمي الناس من أضرار المخدارت لاعتقادهم أنهم يشربون مخدرات حقيقية وإنما في حقيقة الأمر هي خلطة غير ضارة من صنع الكيميائي صلاح أبو العزم.. مرت الأيام وحقق الشقيقان مبالغ كبيرة من توزيع هذه الخلطة فأوهم صلاح زوجته أن دخله الزائد بسبب عمله بإحدى الشركات بعد الظهر بينما استثمر جمال ماله في تسجيل شريط كاسيت يحتوي على كلمات وأغاني هابطة.. إلى أن اكتشف الكيميائي صلاح عن طريق الصدفة أن خلطته مضاف إليها حبوب الهلوسة وأن أضرارها أبشع بكثير من أضرار تناول الحشيش الحقيقي.. فامتنع عن صناعة المزيد من خلطته وطالب شقيقه بسحب الكمية المطروحة في الأسواق قبل أن يموت الآلاف من البشر بسببها.. وبالطبع فشل الأخ الأصغر جمال في ذلك.. في الوقت الذي طلب التاجر الكبير من جمال تجهيز طن من الخلطة بعد أن أعلمه بأنه عرف حقيقة الأمر وأنه كان يشتري حنة وليس حشيش.. ذهب جمال إلى أخيه يطالبه بتجهيز الطن بسرعة خوفا من بطش التاجر الكبير فرفض الأخ.. فاضطر التاجر إلى خطف جمال أبو العزم وتعذيبه لكي يرشده على من يصنع هذه التركيبة السحرية.. لم يتحمل جمال التعذيب وأرشدهم على عنوان شقيقه.. فأحضروه ولم يلب طلب التاجر بل أهانه وبصق في وجهه.. مما دفع التاجر إلى الانتقام منه وجعله أسيرا له بعد أن حقنه بالمخدرات وحبسه.. فأصبح صلاح بعدها حملا وديعا يصنع له ما يريد.. وتحول صلاح أبو العزم الكيميائي المحترم ذو المبادئ والأخلاق الحميدة إلى مدمن مخدرات هو الآخر ولكن رغما عنه.. في الوقت الذي تاب فيه شقيقه جمال عن الغناء الهابط والمخدرات تماما بعد ما شاهده من ذل له ولشقيقه.. فتبدلت المواقع وعاد الفيلم لنقطة البداية.. فبدلا أن ينقذ صلاح شقيقه من أضرار المخدرات أصبح هو مدمن بغير رغبته بينما امتنع شقيقه عن الإدمان برغبته وليس بإلحاح شقيقه الأكبر الذي خسر كل شيء.. صحته وبيته وعمله.. الفيلم من أقوى الأفلام المصرية لفترة الثمانينيات ومصنف ضمن أهم الأفلام المصرية لبراعة كاتبه ومخرجه وأبطاله

## روابط خارجية
- مقالات تستعمل روابط فنية بلا صلة مع ويكي بيانات